# Frauen in Japan
Frauen sind Männern in Japan laut Gesetz (Artikel 14 und 24 der Verfassung des Staates Japan) gleichgestellt. Es existieren allerdings Unterschiede im sozialen Leben und der Arbeitswelt. So sind beispielsweise die Vereinbarkeit von Familie und Beruf schwieriger und das durchschnittliche Einkommen von Frauen in Japan geringer als das von Männern. Laut einer Studie der Weltbank fiel Japan im Jahr 2023 in der Gleichstellung der Geschlechter (gender equality) auf Platz 104 von 190  zurück. Das ist der letzte von einem OECD-Land belegte Platz.

## Kulturelle Geschichte
Bis zum Beginn der Muromachi-Zeit war die japanische Gesellschaft frauenzentriert. Amaterasu, die Sonnengottheit, war weiblich und man glaubte allgemein, Frauen besäßen die übernatürlichen Fähigkeiten, mit Göttern kommunizieren zu können; eine Kraft, die Männer nicht besaßen.
Nicht selten fand man im 3. Jahrhundert weibliche Herrscherinnen wie die legendäre Herrscherin Himiko, und bis in das 8. Jahrhundert hinein gab es insgesamt sechs weibliche Kaiserinnen. Sowohl in der Heian-Periode als auch im frühen feudalen Zeitalter besaßen Frauen große Freiräume, arbeiteten unter den gleichen Bedingungen wie Männer, dominierten die Literatur bis in das 12. Jahrhundert hinein und besaßen das Erbrecht. „Sie konnten Eigentum besitzen, Bildung erhalten und es war ihnen erlaubt, wenn auch diskret, Liebhaber zu haben.“
Diese Frauenherrschaft wurde noch lange von den einfachen Leuten wie Bauern, Fischern oder Händlern in ländlichen Regionen, in denen damals etwa 80 % der japanischen Bevölkerung lebten, weitergeführt. Das Leben der höhergestellten Frauen hingegen, hauptsächlich in der Klasse des Adels, wurde ab dem 6. Jahrhundert zunehmend vom Konfuzianismus bestimmt, in dem das Leben der Frau an die drei Gehorsamkeitspflichten und vier Tugenden gebunden war. Die Gehorsamkeitspflichten bestanden aus der Gehorsamkeit gegenüber dem Vater vor der Ehe, gegenüber dem Ehemann während der Ehe, und gegenüber ihrem Sohn nach dem Tod ihres Mannes, während man unter den vier Tugenden Sittsamkeit, geziemte Sprache, Fleiß und bescheidenes Auftreten verstand.
Ein Beispiel für die allmähliche Veränderung des Frauenbildes ist eine Geschichte aus dem Kojiki, in der die Hochzeit zwischen einer Prinzessin und ihrem Bruder zur Verbannung des Bruders führte, sie ihm aber folgte und sie zusammen weiterlebten. In einer zweiten Version aus dem Nihon Shoki hingegen, die durch den Konfuzianismus verändert wurde, heißt es, dass alleine die Prinzessin verbannt wurde. Was die politische Gesellschaft anging, wurden Frauen bis zur Edo-Periode dem Mann komplett unterwürfig, nachdem es ihnen durch die Taika-Reform im 7. Jahrhundert verboten worden war, Regierungsbeamter zu werden.
In der Edo-Periode waren Frauen fast komplett abhängig vom Mann, da sie selbst nur wenig Rechte besaßen. Sie kümmerten sich daher um den Haushalt oder arbeiteten, was die ländlichen Gegenden anging, auf Reisfeldern.
In der Meiji-Zeit, die den Beginn der Japanischen Modernisierung markierte, verbreiteten sich im Zuge der allmählichen Abschaffung der Klassenunterschiede die Normen der Samurai-Klasse in der gesamten Gesellschaft. Frauen verloren sowohl an Macht als auch an Gleichberechtigung in der Gesellschaft und auf dem Arbeitsmarkt. Die Gesellschaft wurde nach und nach von Männern dominiert.
Nach dem Zweiten Weltkrieg wurden die Rechte der Frauen durch die Verfassung von 1947 neu definiert, die spezielles Augenmerk auf die Gleichberechtigung der Geschlechter legte. Das Frauenwahlrecht wurde erst 1945 eingeführt.

## Soziale Rolle
Die traditionelle Frau verkörperte lange Zeit das Bild der sogenannten ryōsai kenbo (良妻賢母), also der „guten Ehefrau und weisen Mutter“. Die Frauen der Vorkriegsgeneration, die um 1935 geboren wurden, akzeptierten dieses Bild, und so kümmerten sie sich um die Arbeiten im Haushalt, die Erziehung der Kinder und stärkten ihren Männern, den Brotverdienern, den Rücken. Unter diesen Standards wurden sie aufgezogen und auch damit, dass Männer als ihnen überlegen galten.
In der ersten Generation nach dem Zweiten Weltkrieg wurde Frauen Zugang zu Bildung gewährt. Sie wurden unter der Prämisse aufgezogen, Gleichberechtigung sei eine Notwendigkeit. Mit der steigenden Lebenserwartung wurde den Frauen schließlich mehr Verantwortung auferlegt. Sie mussten sich nun nicht nur um ihre Kinder, sondern auch länger um ihre Männer kümmern. Trotz neuer Gesetze und der Versuche, die Gleichberechtigung durchzusetzen, war das Bild der Frau fest in der Gesellschaft verankert. Von ihnen wurde erwartet, dass sie die Rolle der traditionellen Hausfrau übernahmen. Das stimmte sie zunehmend unzufriedener, weshalb sie auch nach Aktivitäten außerhalb des eigenen Heims strebten.
In den folgenden Generationen veränderte sich das Bild der Frau ständig. Zum Beispiel wurde durch die neue Verfassung Japans, die sich an dem Rechtssystem der USA orientierte, größerer Wert auf die Gleichberechtigung der Frauen gelegt. Sie wurden mit der Zeit unabhängiger und selbstbewusster, mussten sich aber dennoch um Familie und Haushalt kümmern, sodass die Vereinbarkeit von Beruf und Familie schwierig war und immer noch ist.

## Heirat und Familie

### Geschichte
Bis zum 11. Jahrhundert war es aufgrund der um Frauen zentralisierten Gesellschaft auf allen sozialen Ebenen üblich, dass der Mann nach der Hochzeit zu der Familie der Frau zieht (婿入婚, mukoirikon) oder er getrennt von ihr lebt und seine Frau nur an bestimmten Nächten besuchen durfte (通い婚, kayoikon, Besuchsehe). Auch Eheschließungen zwischen Kindern, die denselben Vater hatten, wurden meist akzeptiert, sofern die Mutter eine andere war, doch als auch die Vaterschaft immer mehr an Bedeutung gewann, wurde Inzest verboten.

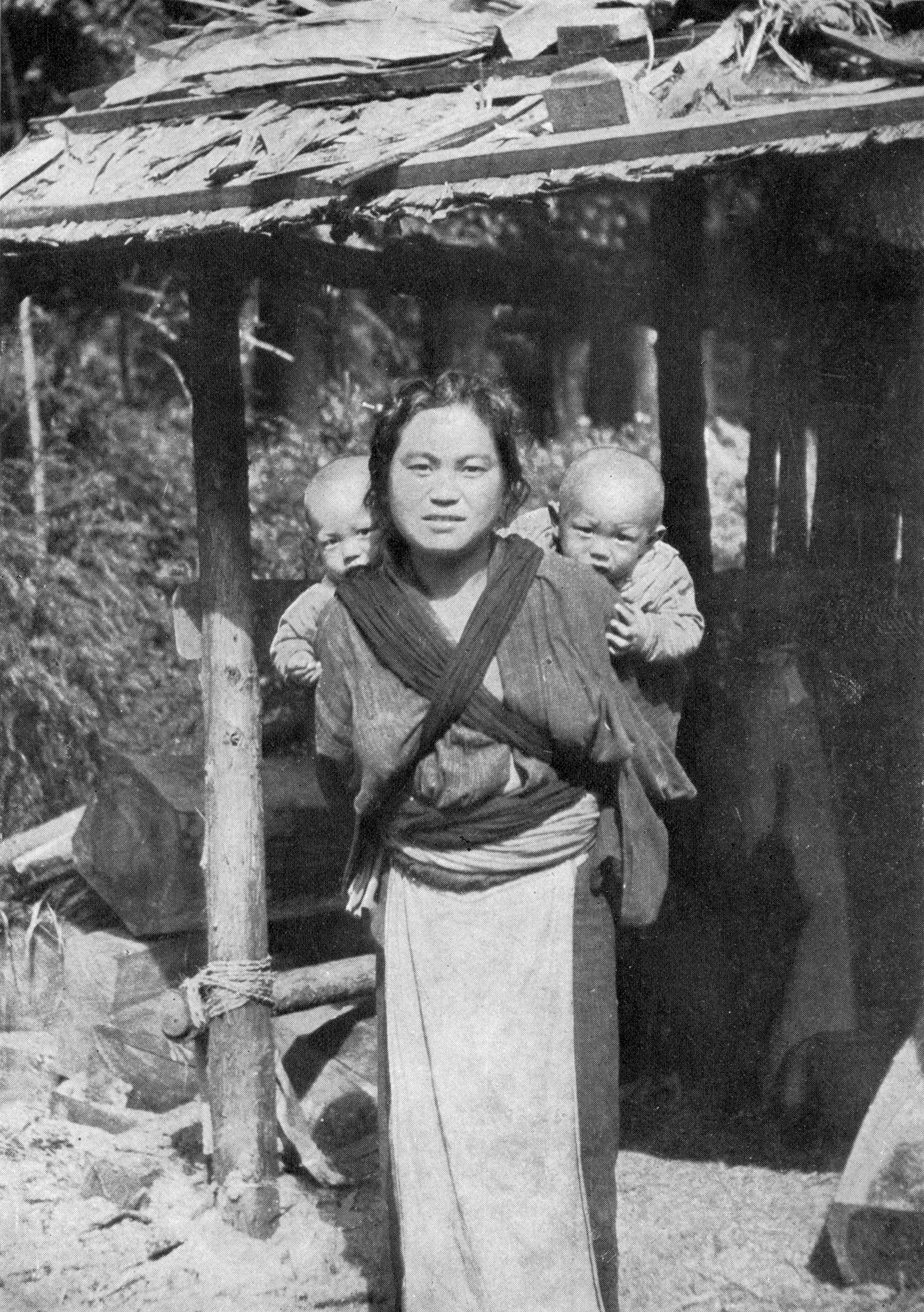
Japanische Mutter mit Zwillingen, 1917

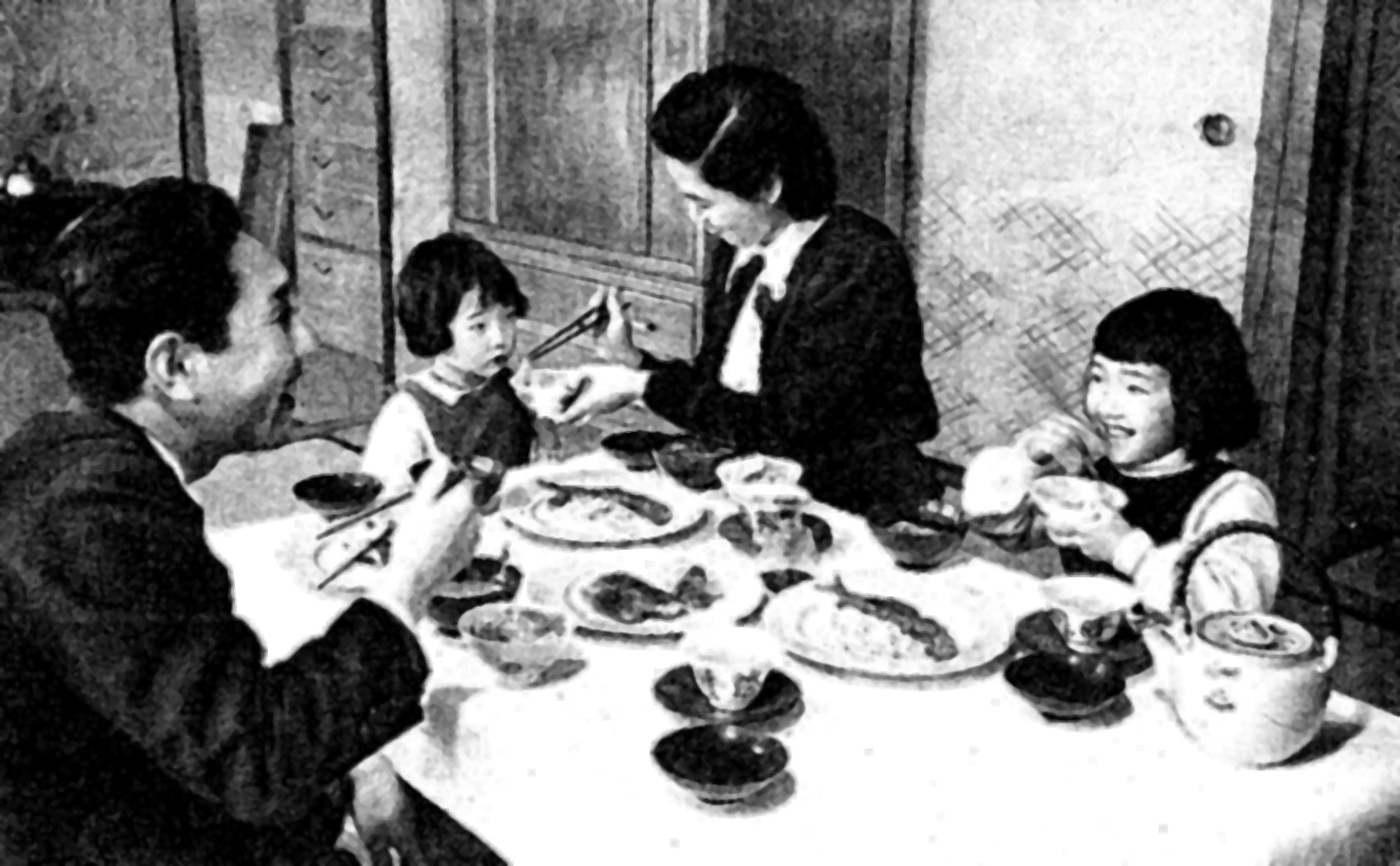
Japanische Familie in den 1950ern

Mit dem verstärkten Einfluss des Konfuzianismus kam schließlich der Wandel dahin, dass Frauen zu den Familien ihrer Männer ziehen mussten, wobei mehr Wert auf die Vorteile für die Familie als auf Vorteile für das junge Paar geachtet wurde, sodass immer mehr arrangierte Ehen (omiai) auftraten und sich die Ehe schließlich zu einer pragmatischen, nicht romantischen Verbindung ohne tiefere emotionale Bindungen zwischen den Partnern wurde, ein Modell, das sich bis in das 19. Jahrhundert gehalten hat, denn eine arrangierte Ehe versprach finanzielle Sicherheit.
Liebe in der Ehe wurde in den 1920er Jahren in bescheidenem Umfang wichtig. Erst nach dem Zweiten Weltkrieg ändert sich dies, sodass die beidseitige Zustimmung der Ehepartner als Voraussetzung einer Ehe erachtet wurde. Die Erwartungen der Frauen stiegen mit deren wachsendem Selbstbewusstsein.
Erst 1990 war es schließlich soweit, dass Hochzeiten nicht mehr zum sozialen oder finanziellen Überleben benötigt wurden, was darin resultierte, dass das Heiratsalter bei Frauen auf 25,8 Jahre im Durchschnitt stieg, wohingegen es noch zu Kriegszeiten und Nachkriegszeiten üblich war, die Kinder schon mit 2 Jahren zu verheiraten.

### Gegenwart
Das durchschnittliche Heiratsalter der Frauen liegt bei 28,6 Jahren. Hat man das heiratsfähige Alter überschritten, ohne zu heiraten, widmen sich viele Frauen ihren Hobbys oder der Karriere, aber dennoch gelten Frauen, die mit über 30 noch unverheiratet und kinderlos sind als Makeinu (負け犬) – als „Verliererhunde.“ Die Idee der Hochzeit hat zwar durch das Bild der unabhängigen, starken Frau, welches durch die Medien in den 1990er Jahren verbreitet wurde nicht mehr den Stellenwert, wie es früher einmal hatte, dennoch ist es heute noch ein großes Thema in der japanischen Gesellschaft. Wer bis 30 noch keinen Partner gefunden hat, erhält häufig von seinen Eltern Vorschläge für potentielle Schwiegersöhne. Ein Grund dafür ist, dass es zum Bild einer „echten Frau“ gehört, Kinder zu gebären und Schwangerschaften sind fast immer mit einer Ehe verbunden. Nur etwa 2 % aller Kinder stammen aus unehelichen Verhältnissen.
Kommt kein Kind zur Welt, widmen sich viele Frauen dem Ninkatsu (妊活), was alle Anstrengungen um das Schwangerwerden herum, wie etwa spezielle Yoga-Kurse, Seminare, das Nehmen von Medikamenten, Untersuchungen oder Fruchtbarkeitsbehandlungen beschreibt. Einige Frauen geben dafür das Arbeitsleben auf.
Wird schließlich ein Kind geboren, ist es noch immer Aufgabe der Frau dieses zu erziehen und sich um den Haushalt zu kümmern. Mit einem Job lässt sich das Familienleben oft nicht vereinbaren und so kündigen über 60 % der Frauen nach dem ersten Kind den Job, denn Betreuungsplätze sind knapp, die Wartelisten für Kindergartenplätze dementsprechend lang und Unterstützungen oder Rücksichtnahme der Arbeitgeber gibt es kaum. Auch helfen Männer selten im Haushalt oder bei der Erziehung der Kinder, da die Rolle der Frau als Hausfrau und Unterstützerin des Mannes noch immer stark verankert ist, was eine Befragung aus dem Jahre 2012 zeigt, laut der 51,6 % der befragten Japaner für die klassische Rollenverteilung sind. Auch wird die Familie in Japan, wie in vielen anderen asiatischen Ländern auch, als sehr wichtig angesehen, weshalb auch für die Frauen ebendiese genauso wichtig, wenn nicht sogar noch wichtiger als ihre anderen Aktivitäten sind.

## Arbeitsleben
Vor dem Krieg, um 1920 bis 1930, war es üblich, dass Frauen außerhäusliche Arbeiten wie Jobs in Webereien oder Stickereien verrichteten, was jedoch alles Berufe waren, neben denen sie auch ein Auge auf die Kinder haben konnten. Das Geld floss in die Familie. Nach dem Zweiten Weltkrieg war das Verhältnis der arbeitenden Frauen aus der Gesamtheit aller Frauen die höchste aller Industrieländer. Gesetze wie das Gleichstellungsgesetz und die Konstitution von 1947 erlaubten es Frauen, nun in typischen Männerberufen tätig zu sein, wie zum Beispiel in den Feldern der Medizin, der Politik oder der Rechtsprechung. 1991 wurde zudem ein Gesetz eingeführt, was es Frauen erlaubt, Mutterschaftsurlaub zu nehmen, bis ihr Kind 1 Jahr alt ist.
Dennoch standen und stehen die Chancen auf Beförderung für Frauen schlecht im Vergleich zu Männern. Erst nach etwa 20 Jahren im Business haben sie eine wirkliche Chance, in Managerpositionen aufzusteigen und diese Chance können viele nicht wahrnehmen, denn nach der Geburt des ersten Kindes, was ungefähr im Alter von 30 Jahren erfolgt, steigen viele Frauen für mehrere Jahre komplett aus dem Arbeitsleben aus, teils freiwillig, teils weil sie für die Firmen zu unflexibel sind, und kehren erst mit etwa 40 auf den Arbeitsmarkt zurück, dann jedoch nur als Teilzeitkraft, was Beförderungen und hohe Verdienste oft ausschließt. Die Arbeitswelt der Frauen lässt sich daher mit einer „M-Kurve“ beschreiben: unter jungen Erwachsenen ist der Anteil der weiblichen Beschäftigten hoch, denn vom Bildungsgrad her sind sie oftmals gleichauf mit ihren männlichen Kommilitonen, mit Ende 20, dem Alter, in dem viele Kinder bekommen, bricht diese Kurve rapide ein und erst mit Mitte 40, mit dem Zurückkehren der Frauen auf den Arbeitsmarkt, steigt die Kurve wieder an.
Die Balance zwischen Arbeits- und Familienleben finden viele Frauen nicht, denn die langen Arbeitszeiten, typische Besprechungen in Bars nach der Arbeit und das System der innerbetrieblichen Rotation, nach dem die Mitarbeiter etwa alle drei Jahre in eine neue Abteilung oder an einen neuen Standort versetzt werden, stehen dem entgegen und es gibt kaum Vorbilder, an denen die Frauen sich orientieren können. Arbeitgeber nehmen oft keine Rücksicht auf den Druck, dem die Frauen ausgesetzt sind und sehen eine Frau mit Kind oder eine schwangere Frau als starke Belastung an, weshalb sich ein Großteil der Frauen gegen die Karriere entscheidet. Die Resultate daraus sind, dass im mittleren Management nur etwa 11,9 % und in Vorständen 1,1 % der Mitarbeiter weiblich sind. Im Gender Gap Report von 2015 stand Japan mit Rang 101 von 145 selbst hinter Ländern wie Bangladesch oder Uruguay. Besonders schlecht schnitt es dabei in den Punkten „Frauen in Parlamenten“ (Platz 125) und „Abgeordnete, Beamte und Manager“ (Platz 116) ab.
Premierminister Shinzo Abe hat deswegen Gegenmaßnahmen wie die sogenannten „Womenomics“ eingeleitet, nach denen bis zum Jahre 2020 30 % der Führungskräfte weiblich sein sollen. Auch wurden Firmen, die Frauen in Führungspositionen haben, Prämien von umgerechnet etwa 2200 € angeboten, doch auf dieses Programm hat sich kein Unternehmen beworben. Auch gibt es Bemühungen und Veranstaltungen, die Frauen zum Ingenieursstudium bewegen sollen, denn gerade in der Branche fehlt es an Arbeitskräften. Allgemein ist Japan aufgrund der immer stärker alternden Bevölkerung auf Frauen angewiesen, mit deren Hilfe das BIP um bis zu 13 % steigen könnte. Die Regierung erkennt das Potential der Frauen, denn laut Shinzo Abe selbst sind Frauen die „am wenigsten genutzte Ressource des Landes,“ doch mangelt es an weiteren, präziseren Maßnahmen und der Umsetzung dieser, was unter anderem an dem tief verwurzelten Frauenbild in der Gesellschaft liegt, aber auch an dem Steuersystem, welches Männern, deren Frauen wenig verdienen Steuererleichterungen verspricht und ihnen eine staatliche Rente sichert, ohne dass sie dafür einzahlen müssen, oder die Politik vieler Firmen, die Männern, deren Frauen nicht arbeiten, Zuschüsse zahlen. Auch müsste an der Lohnpolitik etwas geändert werden, denn Frauen verdienen für die gleiche Arbeit bis zu ein Drittel weniger als ihre männlichen Kollegen.
Eine Möglichkeit für Frauen, dennoch Karriere zu machen, ist die Selbstständigkeit. Organisationen wie die „World Banking Japan“ in Osaka vergeben Kredite an Gründerinnen eigener Unternehmen, wobei es sich bei solchen Unternehmen oft um kleine Cafés oder Bücherläden handelt, die gleichzeitig der Selbstverwirklichung dienen.